# 柴意新
柴意新（1898年—1943年），字澤高，號惹愚，原名柴永茂，出生于四川南充县建兴镇（今四川省南充市建兴镇）。

## 早期生涯
柴意新中学時就讀于位今重慶市合川區的合川中学，到1925年中学毕业后，他南下广东考入黄埔军校第三期就讀，就讀期間加入了中国共产党。
1926年1月毕业后，分配到国军第五十一师，曾任连、营长。其後进入陆军大学特别班第五期深造，毕业后任第七十四军副参谋长。

## 抗戰與殉國
1937年抗日战争全面爆发后，柴意新先后参加过淞沪抗战、南京保卫战、武漢會戰、鄂西会战；1942年任陆军第七十四军第五十七师第一六九团上校团长。1943年升任第七十四军第五十八师少将参谋长兼第五十七师第一六九团团长。
1943年11月18日，日軍向徐家湖發起攻擊，柴意新奉命驻守常德。11月19日，日軍增兵后，柴意新率部退守芷湾並与日軍激战8天，11月29日起，柴意新率部向日軍展開巷战。至12月2日下午，全团只剩下12个人。12月3日凌晨，五十七师师部紧急会议，令第一六九团柴意新团长率领炮兵团所余二百多人进行突围，迎接援军反攻，师长余程万則亲率一個加强连与日軍展開巷战，掩護柴意新部撤退，不過柴团长不服从让自己先突围的命令，結果师长余程万令柴意新团长，率部200余人坚守城防，牵制日軍并掩护伤员，继续巷战拼杀，並分别向芷湾西北城郊和南岸转移，余程万师长則突围，並在12月7日在毛湾附近与五十八军新十一师会合。12月3日4时左右，柴意新率部连续五次向敌冲杀，在城内坚持拼搏到最后一人，結果全部士兵殉国，柴意新本人亦在与日軍的肉搏拼刺中牺牲。柴意新死后，国民政府追授他为中将军衔，以表彰其抗战功绩。
1985年，中华人民共和国民政部向柴意新的家属颁发革命烈士证明。2014年，列入第一批著名抗日英烈和英雄群体名录。2015年9月，其子柴陵华受邀参加纪念二战胜利70周年阅兵式。